# Наслідки Другої світової війни для України
Наслідки Другої світової війни для України — розгляд історичних подій в Україні для України під проросійською владою СРСР після подій Другої світової війни.

## Політичні
Одним із важливих наслідків перемоги було продовження об'єднання українських земель, що підтвердили Тегеранська (1943 р.), Кримська (1945 р.) та Потсдамська конференції глав держав антигітлерівської коаліції.
Україна увійшла до складу ООН як країна у квітні 1945 року.

## Економічні
Друга світова війна завдала Україні масштабних економічних витрат. За підрахунками радянських вчених тільки прямі збитки склали 285 млрд. крб. у діючих на той час цінах. У 1945 році промисловість виробила лише чверть від довоєнних обсягів виробництва, а сільське господарство — лише 40 %.
Цілком чи частково було зруйновано понад 714 великих і малих міст, більше 28 тис. сіл, перетворено на руїни 200 тис. промислово-виробничих споруд, 40 % житлових будинків, внаслідок чого без житла залишилося близько 10 млн осіб. Оскільки війна завдала Україні більше руйнувань, ніж будь-якій іншій країні Європи, втрати в економіці сягали приголомшуючих масштабів. Цілковите чи часткове знищення понад 16 тис. промислових підприємств означало втрату великої частини того, що Україна здобула великою ціною у роки форсованої індустріалізації, суцільної колективізації та масових репресій. Було зруйновано 9 магістральних залізничних шляхів, 5600 залізничних мостів, 50 тис. км шосейних шляхів, 132 портових господарства. Підраховано, що загальні збитки економіці України сягали 40 %. Було порушено та пограбовано близько 30 тис. колгоспів та радгоспів, 1300 машино-тракторних станцій, вивезено до Німеччини 56 тис. тракторів, 24 тис. комбайнів, 7,6 млн голів крупної рогатої худоби, 9,3 млн свиней, 7,3 млн овець та кіз, 3,3 млн голів коней. Було зруйновано десятки тисяч лікувальних та освітніх закладів, бібліотек та ін..
З міст найбільше постраждали великі промислові міста та столиця країни. Загалом протягом воєнних років у Києві було зруйновано 940 будинків державних і громадських установ площею понад 1 млн м², 1742 комунальних будинків житловою площею понад 1 млн м², 3,6 тис. приватних будинків площею до півмільйона м²; знищені всі мости через р. Дніпро, виведені з ладу водогін, каналізація, транспортне господарство та ін. Нацистські загарбники зруйнували Голосіївське навчальне містечко столиці України, індустріальний, педагогічний та інші інститути. Збитки, завдані сільськогосподарським вузам Києва, перевищували 70 млн. руб., технологічному інституту харчової промисловості — 24 млн. карбованців.
Повністю була відсутня енергетична база через зруйнування Дніпрогесу, Штерівської, Курахівської, Зуївської, Сєвєродонецької та ін. електростанцій.

## Демографічні
Щонайменше 5,4 млн осіб, або один із шести мешканців України загинув у війні, 2,3 млн осіб було вивезено для примусової праці до Німеччини.
С. Кульчицький вважає, що про масштаб втрат свідчить зниження чисельності населення УРСР на 14 275 тис. осіб. Значна частина з них — безповоротні втрати. Фронтові втрати — понад 3 млн військовослужбовців; втрати радянських та антирадянських партизанів у боротьбі між собою й з окупантами; втрати цивільного населення під час бойових дій, через виснаження та хвороби, від терору окупантів.
У східні регіони СРСР було евакуйовано 3,5 млн осіб, вивезено до Німеччини — 2,4 млн осіб, з яких тільки частина повернулася на Батьківщину. За абсолютною й відносною кількістю втрат у цій війні Україна перебуває на другому місці: 8 млн осіб, 19,1 % до всього передвоєнного населення, або кожний п'ятий житель республіки. Україна поступається за абсолютною кількістю втрат Росії, а за відносною — Польщі (19,6 %). Третє місце за абсолютною кількістю втрат посідає Німеччина (6,5 млн осіб, 9,1 %).
У 1945 р. в країні нараховувалося 125 тис. сиріт, з яких 21 тис. були безпритульними. Більшість з них мешкала в підвалах будинків, на вокзалах або мандрувала з міста у місто.
За роки війни на визволеній території залишилося лише 17 % робітників порівняно з довоєнною чисельністю. Наприклад, коксохімічні і металургійні заводи Наркомату чорної металургії в лютому 1944 р. були забезпечені робочою силою лише на 38,3 % і 24,5 % відповідно. Подібна ситуація спостерігалася на всіх промислових об'єктах.